# Puchar Świata w kolarstwie torowym 2004
Puchar Świata w kolarstwie torowym w sezonie 2004 to 12. edycja tej imprezy. Organizowany przez UCI, obejmował cztery rundy: w stolicy Rosji - Moskwie w dniach 13-15 lutego 2004 roku, w Meksykańskim Aguascalientes w dniach 12-14 marca 2004 roku, w brytyjskim Manchesterze w dniach 9-11 kwietnia 2004 roku oraz w australijskim Sydney w dniach 14-16 maja 2004. Była to ostatnia edycja Pucharu Świata, w której zawody rozgrywano w systemie letnim.
Trofeum sprzed roku obroniła reprezentacja Niemiec.

## Klasyfikacja narodów
| Miejsce | Państwo           | Punkty |
| ------- | ----------------- | ------ |
| 1.      | Niemcy            | 406    |
| 2.      | Francja           | 396    |
| 3.      | Australia         | 393    |
| 4.      | Wielka Brytania   | 339    |
| 5.      | Holandia          | 294    |
| 6.      | Rosja             | 265    |
| 7.      | Stany Zjednoczone | 262    |
| 8.      | Hiszpania         | 203    |
| 9.      | Ukraina           | 184    |
| 10.     | Białoruś          | 129    |

## Wyniki

### Mężczyźni

#### Keirin
| Lp | Miasto               | 1. miejsce       | 2. miejsce              | 3. miejsce            |
| -- | -------------------- | ---------------- | ----------------------- | --------------------- |
| 1. | Moskwa               | Jens Fiedler     | Jobie Dajka             | Pavel Buráň           |
| 2. | Aguascalientes       | Mickaël Bourgain | Jan Van Eijden          | José Antonio Escuredo |
| 3. | Manchester           | Shane Kelly      | Josiah Ng On Lam        | Florian Rousseau      |
| 4. | Sydney               | Jobie Dajka      | José Antonio Villanueva | Anthony Peden         |
|    | Klasyfikacja końcowa | Jobie Dajka      | Mickaël Bourgain        | Josiah Ng On Lam      |

#### 1000 m
| Lp | Miasto               | 1. miejsce    | 2. miejsce      | 3. miejsce        |
| -- | -------------------- | ------------- | --------------- | ----------------- |
| 1. | Moskwa               | Theo Bos      | Jason Queally   | Carsten Bergemann |
| 2. | Aguascalientes       | Stefan Nimke  | Arnaud Tournant | Ben Kersten       |
| 3. | Manchester           | Craig MacLean | Theo Bos        | Sören Lausberg    |
| 4. | Sydney               | Chris Hoy     | Ahmed Lopez     | Masaki Inoue      |
|    | Klasyfikacja końcowa | Theo Bos      | Ahmed Lopez     | Stefan Nimke      |

#### Sprint indywidualny
| Lp | Miasto               | 1. miejsce       | 2. miejsce              | 3. miejsce       |
| -- | -------------------- | ---------------- | ----------------------- | ---------------- |
| 1. | Moskwa               | Jens Fiedler     | René Wolff              | Theo Bos         |
| 2. | Aguascalientes       | Mickaël Bourgain | Laurent Gané            | Josiah Ng On Lam |
| 3. | Manchester           | Damian Zieliński | Florian Rousseau        | Jan Van Eijden   |
| 4. | Sydney               | Craig MacLean    | José Antonio Villanueva | Takashi Kaneko   |
|    | Klasyfikacja końcowa | Damian Zieliński | René Wolff              | Laurent Gané     |

#### Sprint drużynowy
| Lp | Miasto               | 1. miejsce                                                  | 2. miejsce                                                     | 3. miejsce                                                                   |
| -- | -------------------- | ----------------------------------------------------------- | -------------------------------------------------------------- | ---------------------------------------------------------------------------- |
| 1. | Moskwa               | Niemcy · René Wolff · Jens Fiedler · Carsten Bergemann      | Wielka Brytania · Chris Hoy · Craig MacLean · Jason Queally    | Hiszpania · José Antonio Escuredo · Salvador Melia · José Antonio Villanueva |
| 2. | Aguascalientes       | Francja · Mickaël Bourgain · Laurent Gané · Arnaud Tournant | Japonia · Toshiaki Fushimi · Masaki Inoue · Tomohiro Nagatsuka | Niemcy · Stefan Nimke · Michael Seidenbecher · Jan Van Eijden                |
| 3. | Manchester           | Wielka Brytania · Craig MacLean · Jamie Staff · Chris Hoy   | Holandia · Jan Bos · Theo Bos · Teun Mulder                    | Francja · Grégory Baugé · Florian Rousseau · François Pervis                 |
| 4. | Sydney               | Wielka Brytania · Chris Hoy · Craig MacLean · Jamie Staff   | Polska · Rafał Furman · Łukasz Kwiatkowski · Damian Zieliński  | Japonia · Toshiaki Fushimi · Yuichiro Kamiyama · Tomohiro Nagatsuka          |
|    | Klasyfikacja końcowa | Wielka Brytania                                             | Niemcy                                                         | Francja                                                                      |

#### Wyścig indywidualny na dochodzenie
| Lp | Miasto               | 1. miejsce    | 2. miejsce       | 3. miejsce       |
| -- | -------------------- | ------------- | ---------------- | ---------------- |
| 1. | Moskwa               | Robert Bartko | Wołodymyr Diudia | Aleksiej Markow  |
| 2. | Aguascalientes       | Sergi Escobar | Fabien Sanchez   | Wasil Kiryjenka  |
| 3. | Manchester           | Bradley McGee | Sergi Escobar    | Paul Manning     |
| 4. | Sydney               | Paul Manning  | Wołodymyr Diudia | Levi Heimans     |
|    | Klasyfikacja końcowa | Sergi Escobar | Paul Manning     | Wołodymyr Diudia |

#### Wyścig drużynowy na dochodzenie
| Lp | Miasto               | 1. miejsce                                                                           | 2. miejsce                                                                          | 3. miejsce                                                                           |
| -- | -------------------- | ------------------------------------------------------------------------------------ | ----------------------------------------------------------------------------------- | ------------------------------------------------------------------------------------ |
| 1. | Moskwa               | Litwa · Raimondas Vilčinskas · Aivaras Baranauskas · Linas Balciunas · Tomas Vaitkus | Ukraina · Wołodymyr Diudia · Roman Kononenko · Witalij Popkow · Wołodymyr Zahorodny | Rosja · Oleg Griszkin · Aleksandr Chatuncew · Aleksiej Markow · Aleksiej Schmidt     |
| 2. | Aguascalientes       | Francja · Anthony Langella · Fabien Marciris · Franck Perque · Fabien Sanchez        | Nowa Zelandia · Jason Allen · Richard Bowker · Hayden Godfrey · Timothy Gudsell     | Hiszpania · Carlos Castaño · Sergi Escobar · Guillermo Ferrer · Asier Maeztu         |
| 3. | Manchester           | Wielka Brytania · Robert Hayles · Paul Manning · Chris Newton · Bryan Steel          | Holandia · Levi Heimans · Jens Mouris · Peter Schep · Jeroen Straathof              | Australia · Ashley Hutchinson · Brett Lancaster · Bradley McGee · Stephen Wooldridge |
| 4. | Sydney               | Wielka Brytania · Robert Hayles · Paul Manning · Russell Downing · Bryan Steel       | Holandia · Levi Heimans · Jens Mouris · Peter Schep · Jeroen Straathof              | Niemcy · Robert Bengsch · Guido Fulst · Christian Lademann · Leif Lampater           |
|    | Klasyfikacja końcowa | Nowa Zelandia                                                                        | Wielka Brytania                                                                     | Francja                                                                              |

#### Scratch
| Lp | Miasto               | 1. miejsce      | 2. miejsce        | 3. miejsce         |
| -- | -------------------- | --------------- | ----------------- | ------------------ |
| 1. | Moskwa               | Walter Pérez    | Wołodymyr Rybin   | Chris Newton       |
| 2. | Aguascalientes       | Colby Pearce    | Gregory Henderson | Franco Marvulli    |
| 3. | Manchester           | Mark Renshaw    | Franck Perque     | Robert Hayles      |
| 4. | Sydney               | Robert Slippens | Dean Downing      | Matthieu Ladagnous |
|    | Klasyfikacja końcowa | Franco Marvulli | Colby Pearce      | Robert Slippens    |

#### Madison
| Lp | Miasto               | 1. miejsce                                 | 2. miejsce                                         | 3. miejsce                                |
| -- | -------------------- | ------------------------------------------ | -------------------------------------------------- | ----------------------------------------- |
| 1. | Moskwa               | Argentyna · Juan Curuchet · Walter Pérez   | Austria · Roland Garber · Franz Stocher            | Rosja · Oleg Griszkin · Siergiej Kudencow |
| 2. | Aguascalientes       | Ukraina · Wołodymyr Rybin · Wasyl Jakowlew | Szwajcaria · Alexander Aeschbach · Franco Marvulli | Austria · Roland Garber · Franz Stocher   |
| 3. | Manchester           | Czechy · Martin Bláha · Petr Lazar         | Ukraina · Wołodymyr Rybin · Wasyl Jakowlew         | Słowacja · Martin Liška · Jozef Žabka     |
| 4. | Sydney               | Argentyna · Juan Curuchet · Walter Pérez   | Hiszpania · Miguel Alzamora · Joan Llaneras        | Szwajcaria · Franco Marvulli · Bruno Risi |
|    | Klasyfikacja końcowa | Szwajcaria                                 | Argentyna                                          | Austria                                   |

#### Wyścig punktowy
| Lp | Miasto               | 1. miejsce      | 2. miejsce     | 3. miejsce     |
| -- | -------------------- | --------------- | -------------- | -------------- |
| 1. | Moskwa               | Marco Arriagada | Milton Wynants | Juan Curuchet  |
| 2. | Aguascalientes       | Juan Curuchet   | Franck Perque  | Angelo Ciccone |
| 3. | Manchester           | Joan Llaneras   | Wong Kam Po    | Colby Pearce   |
| 4. | Sydney               | Colby Pearce    | Chris Newton   | Joan Llaneras  |
|    | Klasyfikacja końcowa | Joan Llaneras   | Chris Newton   | Colby Pearce   |

### Kobiety

#### Keirin
| Lp | Miasto               | 1. miejsce         | 2. miejsce    | 3. miejsce      |
| -- | -------------------- | ------------------ | ------------- | --------------- |
| 1. | Moskwa               | Guo Shuang         | Katrin Meinke | Oksana Griszyna |
| 2. | Aguascalientes       | Simona Krupeckaitė | Jennie Reed   | Anna Meares     |
| 3. | Manchester           | Jennie Reed        | Susan Panzer  | Daniela Larreal |
| 4. | Sydney               | Guo Shuang         | Jennie Reed   | Katrin Meinke   |
|    | Klasyfikacja końcowa | Jennie Reed        | Katrin Meinke | Oksana Griszyna |

#### 500 m
| Lp | Miasto               | 1. miejsce       | 2. miejsce       | 3. miejsce         |
| -- | -------------------- | ---------------- | ---------------- | ------------------ |
| 1. | Moskwa               | Natalla Cylinska | Jiang Cuihua     | Yvonne Hijgenaar   |
| 2. | Aguascalientes       | Natalla Cylinska | Anna Meares      | Yvonne Hijgenaar   |
| 3. | Manchester           | Yvonne Hijgenaar | Jiang Yonghua    | Victoria Pendleton |
| 4. | Sydney               | Yvonne Hijgenaar | Lori-Ann Muenzer | Clara Sanchez      |
|    | Klasyfikacja końcowa | Yvonne Hijgenaar | Natalla Cylinska | Jiang Cuihua       |

#### Sprint indywidualny
| Lp | Miasto               | 1. miejsce           | 2. miejsce         | 3. miejsce           |
| -- | -------------------- | -------------------- | ------------------ | -------------------- |
| 1. | Moskwa               | Swietłana Grankowska | Natalla Cylinska   | Tamiłła Abasowa      |
| 2. | Aguascalientes       | Natalla Cylinska     | Tanya Lindenmuth   | Simona Krupeckaitė   |
| 3. | Manchester           | Victoria Pendleton   | Iryna Janowycz     | Susan Panzer         |
| 4. | Sydney               | Anna Meares          | Tanya Lindenmuth   | Lori-Ann Muenzer     |
|    | Klasyfikacja końcowa | Natalla Cylinska     | Victoria Pendleton | Swietłana Grankowska |

#### Sprint drużynowy
| Lp | Miasto               | 1. miejsce                                     | 2. miejsce                                   | 3. miejsce                                     |
| -- | -------------------- | ---------------------------------------------- | -------------------------------------------- | ---------------------------------------------- |
| 1. | Moskwa               | Rosja · Swietłana Grankowska · Oksana Griszyna | Francja · Céline Nivert · Clara Sanchez      | Holandia · Yvonne Hijgenaar · Willy Kanis      |
| 2. | Aguascalientes       | Australia · Rosealee Hubbard · Anna Meares     | Francja · Céline Nivert · Clara Sanchez      | Holandia · Yvonne Hijgenaar · Willy Kanis      |
| 3. | Manchester           | Niemcy · Katrin Meinke · Susan Panzer          | Francja · Céline Nivert · Clara Sanchez      | Australia · Rosealee Hubbard · Kristine Bayley |
| 4. | Sydney               | Niemcy · Kathrin Freitag · Katrin Meinke       | Australia · Rebecca Ellis · Rosealee Hubbard | Rosja · Oksana Griszyna · Anastasija Czułkowa  |
|    | Klasyfikacja końcowa | Australia                                      | Francja                                      | Niemcy                                         |

#### Wyścig indywidualny na dochodzenie
| Lp | Miasto               | 1. miejsce      | 2. miejsce      | 3. miejsce        |
| -- | -------------------- | --------------- | --------------- | ----------------- |
| 1. | Moskwa               | Karin Thürig    | Olga Slusariewa | Hanka Kupfernagel |
| 2. | Aguascalientes       | Sarah Ulmer     | Jelena Czałych  | Emma Davies       |
| 3. | Manchester           | Katherine Bates | Emma Davies     | Hanka Kupfernagel |
| 4. | Sydney               | Sarah Ulmer     | Karin Thürig    | Alexis Rhodes     |
|    | Klasyfikacja końcowa | Sarah Ulmer     | Karin Thürig    | Emma Davies       |

#### Scratch
| Lp | Miasto               | 1. miejsce      | 2. miejsce        | 3. miejsce       |
| -- | -------------------- | --------------- | ----------------- | ---------------- |
| 1. | Moskwa               | Olga Slusariewa | Ludmiła Wypyrajło | Giorgia Bronzini |
| 2. | Aguascalientes       | Jelena Czałych  | Gema Pascual      | Sarah Ulmer      |
| 3. | Manchester           | Alison Wright   | Rochelle Gilmore  | Rebecca Quinn    |
| 4. | Sydney               | Adrie Visser    | Gu Sung Eun       | Rebecca Quinn    |
|    | Klasyfikacja końcowa | Olga Slusariewa | Ludmiła Wypyrajło | Gema Pascual     |

#### Wyścig punktowy
| Lp | Miasto               | 1. miejsce      | 2. miejsce        | 3. miejsce      |
| -- | -------------------- | --------------- | ----------------- | --------------- |
| 1. | Moskwa               | Olga Slusariewa | Belem Guerrero    | Yoanka González |
| 2. | Aguascalientes       | Erin Mirabella  | Lada Kozlíková    | Yoanka González |
| 3. | Manchester           | Katherine Bates | Hanka Kupfernagel | Belem Guerrero  |
| 4. | Sydney               | Alexis Rhodes   | Ludmiła Wypyrajło | Sarah Ulmer     |
|    | Klasyfikacja końcowa | Belem Guerrero  | Yoanka González   | Olga Slusariewa |